# Nowy Świętów (gromada)
Nowy Świętów (od 31 XII 1961 Polski Świętów) – dawna gromada, czyli najmniejsza jednostka podziału terytorialnego Polskiej Rzeczypospolitej Ludowej w latach 1954–1972.
Gromady, z gromadzkimi radami narodowymi (GRN) jako organami władzy najniższego stopnia na wsi, funkcjonowały od reformy reorganizującej administrację wiejską przeprowadzonej jesienią 1954 do momentu ich zniesienia z dniem 1 stycznia 1973, tym samym wypierając organizację gminną w latach 1954–1972.
Gromadę Nowy Świętów z siedzibą GRN w Nowym Świętowie utworzono – jako jedną z 8759 gromad na obszarze Polski – w powiecie nyskim w woj. opolskim, na mocy uchwały nr VII/25/54 WRN w Opolu z dnia 4 października 1954. W skład jednostki weszły obszary dotychczasowych gromad Nowy Świętów, Świętów Polski i Sucha Kamienica ze zniesionej gminy Nowy Las, Wilamowice Nyskie ze zniesionej gminy Głuchołazy Wieś oraz Łączki ze zniesionej gminy Burgrabice w tymże powiecie. Dla gromady ustalono 21 członków gromadzkiej rady narodowej.
31 grudnia 1961 do gromady Nowy Świętów włączono wieś Przełęk ze zniesionej gromady Biała Nyska w tymże powiecie, po czym gromadę Nowy Świętów zniesiono, przenosząc siedzibę GRN z Nowego Świętowa do Polskiego Świętowa i zmieniając nazwę jednostki na gromada Polski Świętów.